# Physcomitrium subspathulatum
Physcomitrium subspathulatum là một loài Rêu trong họ Funariaceae. Loài này được Thér. & Naveau mô tả khoa học đầu tiên năm 1927.